# 阿奇吉纳西欧图书馆
阿奇吉纳西欧图书馆（Biblioteca comunale dell'Archiginnasio）是意大利博洛尼亚的一个公共图书馆，自1838年以来设于阿奇吉纳西欧宫内，当时，该建筑的一部分用于保存拿破仑关闭修会时收集来的书籍。增加的收藏由博洛尼亚的知名人士和学者募捐和捐款而来，其中包括若瑟·梅佐凡蒂枢机、乔瓦尼·戈扎迪尼、马尔科·明格蒂、乔瓦尼·帕斯科利、雅各布·莫莱肖特、路易吉·塞拉、劳拉·巴斯、奥雷利奥·萨菲、里卡多·巴切利、佩拉吉奥·帕拉吉。
它是艾米利亚-罗马涅最大的图书馆，拥有约85万册书籍和小册子，2500册古版本，15000册16世纪版本，8500份手稿和信件，以及250件档案，还有7500份杂志。这些材料、手写和印刷藏品都至关重要。它们主要涉及博洛尼亚从中世纪至今的民事、文化、宗教和社会历史。